# 纳里曼诺夫 (阿斯特拉罕州)
46°41′N 47°51′E / 46.683°N 47.850°E
納里馬諾夫（羅馬化：Narimanov）是俄羅斯阿斯特拉罕州的一個城市，也是纳里马诺夫区的治所。位於阿斯特拉罕西北48公里。2002年人口11,202人。 
1984年設市並以阿塞拜疆裔的布爾什維克黨人纳里曼·纳里曼诺夫為名。此前稱為下沃爾日斯克（Нижнево́лжск）。